# Журавка (Прилуцький район)
Журавка — село в Україні, у Чернігівській області, Прилуцькому районі. Входить до складу Варвинської селищної громади.

## Географія
Селом протікає річка Журавка, яка впадає в річку Удай. На північний схід від села розташований гідрологічний заказник «Кут».

## Історія
У селі Журавка М. Рудинським у 1927—1930 рр. досліджена одна з найдавніших на Чернігівщині Журавська стоянка — стародавнє поселення на лівому березі р. Удаю (XII—X тис. до н. е.). Залишки Журавської стоянки залягали в лісоподібному суглинку у вигляді невеликих скупчень розщеплених кременів та кісток степових тварин (байбак та ін.). Серед крем'яних виробів переважають дрібні вістря, різці, пластинки, скребки і скобелі, близькі до виробів степових пізньопалеолітичних стоянок. Журавська стоянка датується по-різному — від початку пізнього палеоліту до раннього мезоліту.
Перша письмова згадка про село датується 1616 роком, коли територію Сіверщини оскаржували Річ Посполита та Московія. У 1618 році село увійшло до складу Чернігівського воєводства Речі Посполитої. З 1648 року село — центр Журавської сотні, спочатку Кропивнянського полку, потім Прилуцького полку Гетьманської України. У реєстрі 1649 року сотником Журавської сотні Кропивнянського полку був Федір Бульба.
Містечко належало до Журавської сотні Прилуцького полку до 1781 року, далі до Пирятинського повіту Київського намісництва.
Є на мапі 1787 року.
У 1862 році у володарському та казенному містечку Журавка було 2 церкви та 385 дворів, де проживала 2491(?) особа (345 чоловічої та 364 жіночої статі=709).
У 1911 році у містечку Журавка Антонівської волості Пирятинського повіту Полтавської губенії були Воскресіння Христового, Різдва Пресвятої Богородиці церкви, 2 земські школи та жило  3113 осіб (1515 чоловічої та 1598 жіночої статі).
Назва села, за переказами, утворилась через велику популяцію журавлів у цій місцевості. Існувало прізвисько Журавки — «сорокапанівка», утворене, імовірно, через доволі значну кількість заможних жителів, пізніше розкуркулених совєтами і висланих до Сибіру. Хоча за іншою сумнівною версією, як свідчать перекази, Журавка була так званими «панськими виселками» — тобто місцем, куди панство навколишніх сіл та міст «сплавляло» на постійне проживання своїх позашлюбних дітей. Зрештою ці дві версії не суперечать, а тільки доповнюють одна одну.
Під час організованого радянською владою Голодомору 1932—1933 років померло щонайменше 234 жителі села.

### Епідемія коронавірусу
28 березня 2020 року в Чернігівській області в Борзнянському районі було зареєстровано перший випадок інфікування на COVID-19. Згодом інфіковані були виявлені і в Журавці. На 25 квітня кількість хворих у Журавці зросла до 6 осіб. Село стало одним із епіцентрів епідемії в Чернігівській області. 8 травня ще в однієї мешканки села було виявлено коронавірус. В цей день кількість інфікування по області склала — 72 випадки.
На 9 травня 2020 року було зафіксовано 21 випадок інфікування в районі (як і попередньої доби), з них — 2 дітей, 3 медики, 5 летальних випадків. Троє мешканців с. Журавки померли в опорній лікарні для жителів Варвинського району в м. Прилуки.

## Населення
У 1780 році у Журавці проживало 2259 особи.
Згідно з переписом населення УРСР 1989 року, чисельність наявного населення села становила 3140 осіб, з яких — 1361 чоловік та 1779 жінок.
За переписом населення України 2001 року в селі мешкало — 3012 осіб.

### Мова
Розподіл населення за рідною мовою за даними перепису 2001 року:

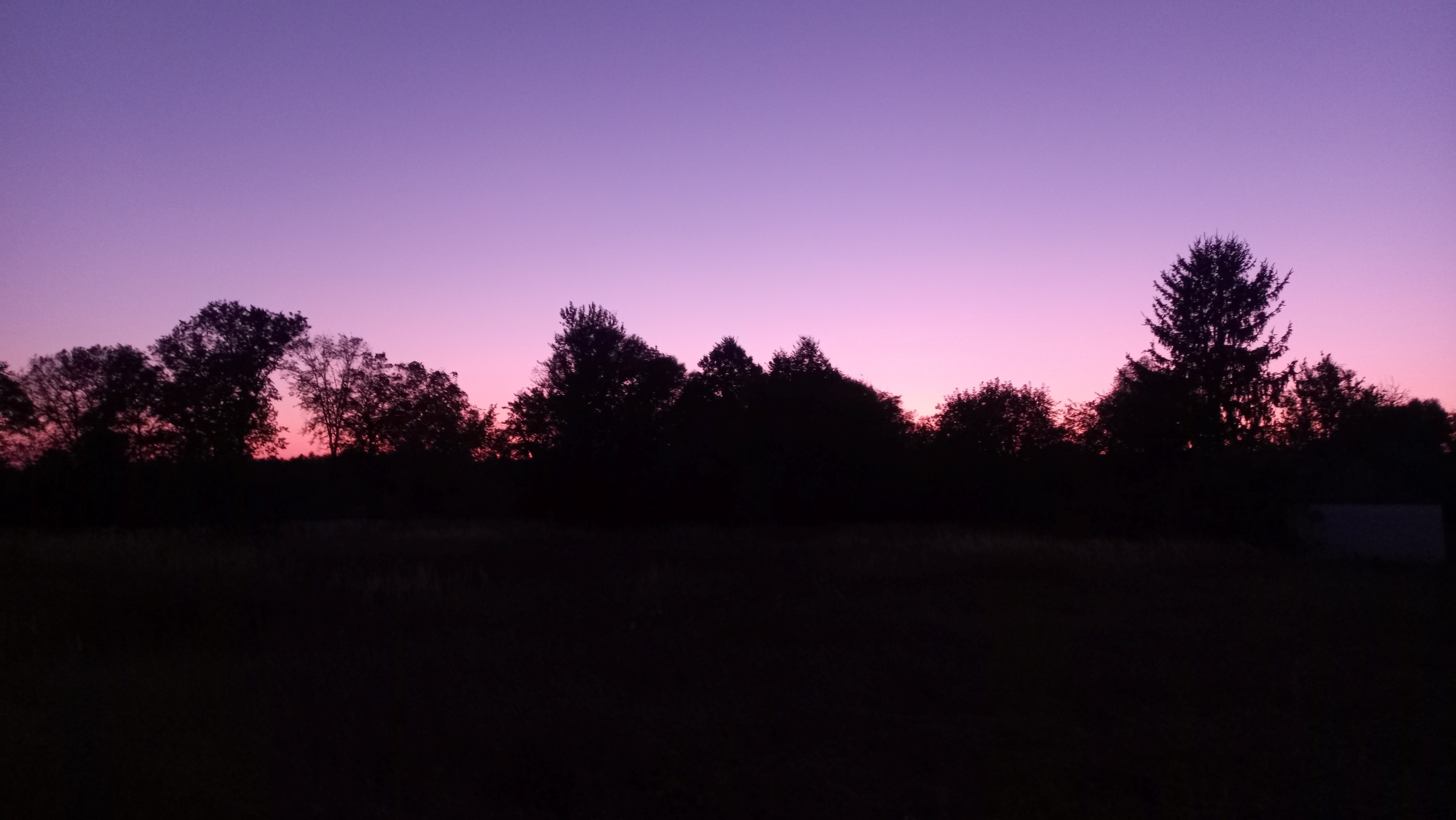
Метереологічний сутінковий феномен - фіолетове післясвітіння у селі Журавка

| Мова       | Відсоток |
| ---------- | -------- |
| українська | 97,76 %  |
| російська  | 2,04 %   |
| білоруська | 0,10 %   |
| вірменська | 0,03 %   |

## Уродженці Журавки (Варвинська громада)
- Кузьменко Алла Олександріївна — революціонерка
- Вороний Георгій Феодосійович — український математик.
- Вороний Юрій Юрійович — український хірург.

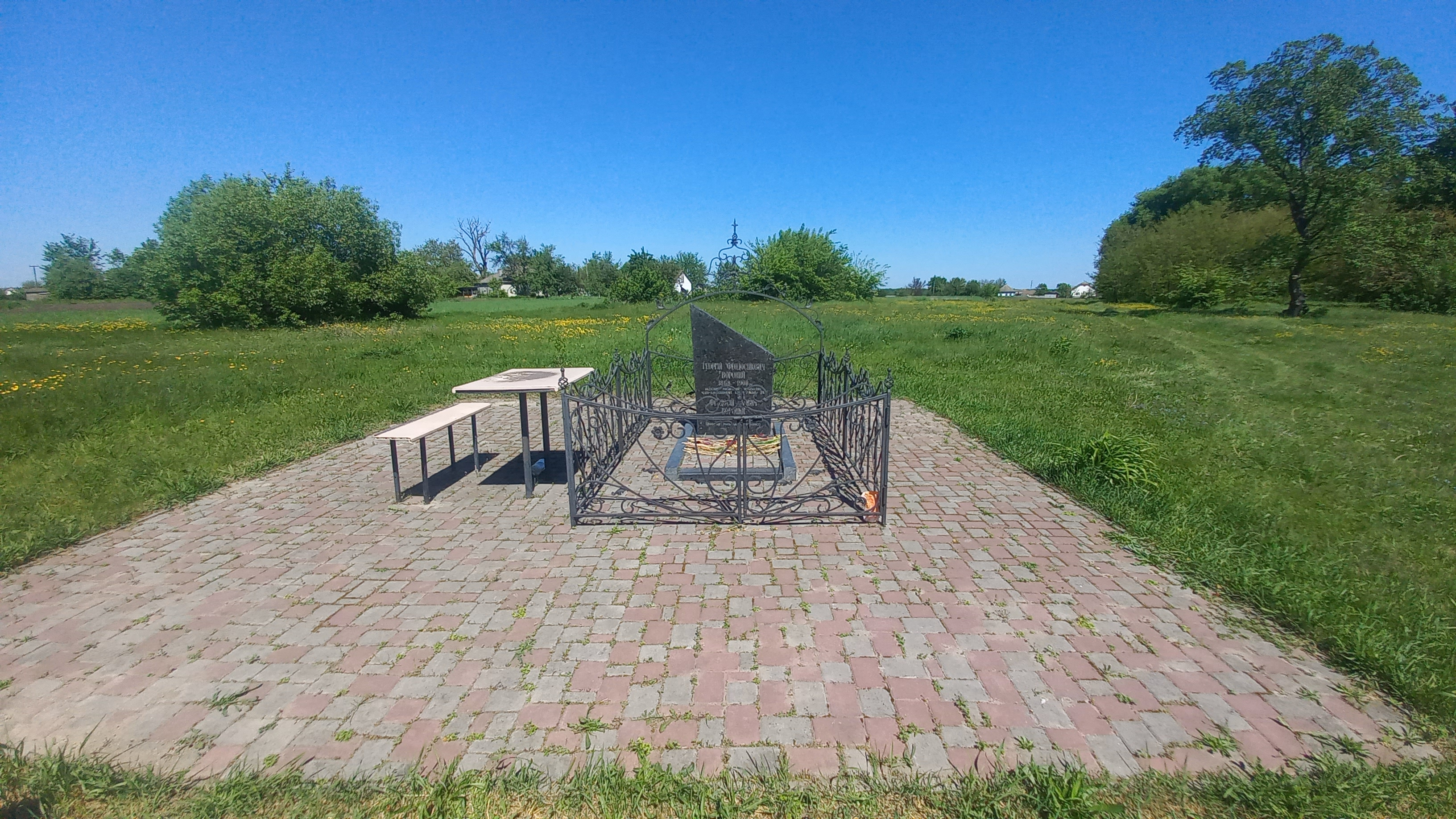
Могила Георгія Вороного (1868-1908) – Українського математика, Старе кладовище Журавка

- Могила Георгія Вороного (1868-1908) – Українського математика, Старе кладовище ЖуравкаКочерга Володимир Семенович — народний депутат України 2-го скликання, політик.